# 雷博尔当什
雷博尔当什是葡萄牙布拉干萨区的一个堂区。总面积26.83平方公里，总人口543人，人口密度20.2人/平方公里。